# Spirama revolvens
Spirama revolvens är en fjärilsart som beskrevs av Walker 1858. Spirama revolvens ingår i släktet Spirama och familjen nattflyn. Inga underarter finns listade i Catalogue of Life.